# Sackpfeife (Weimar)

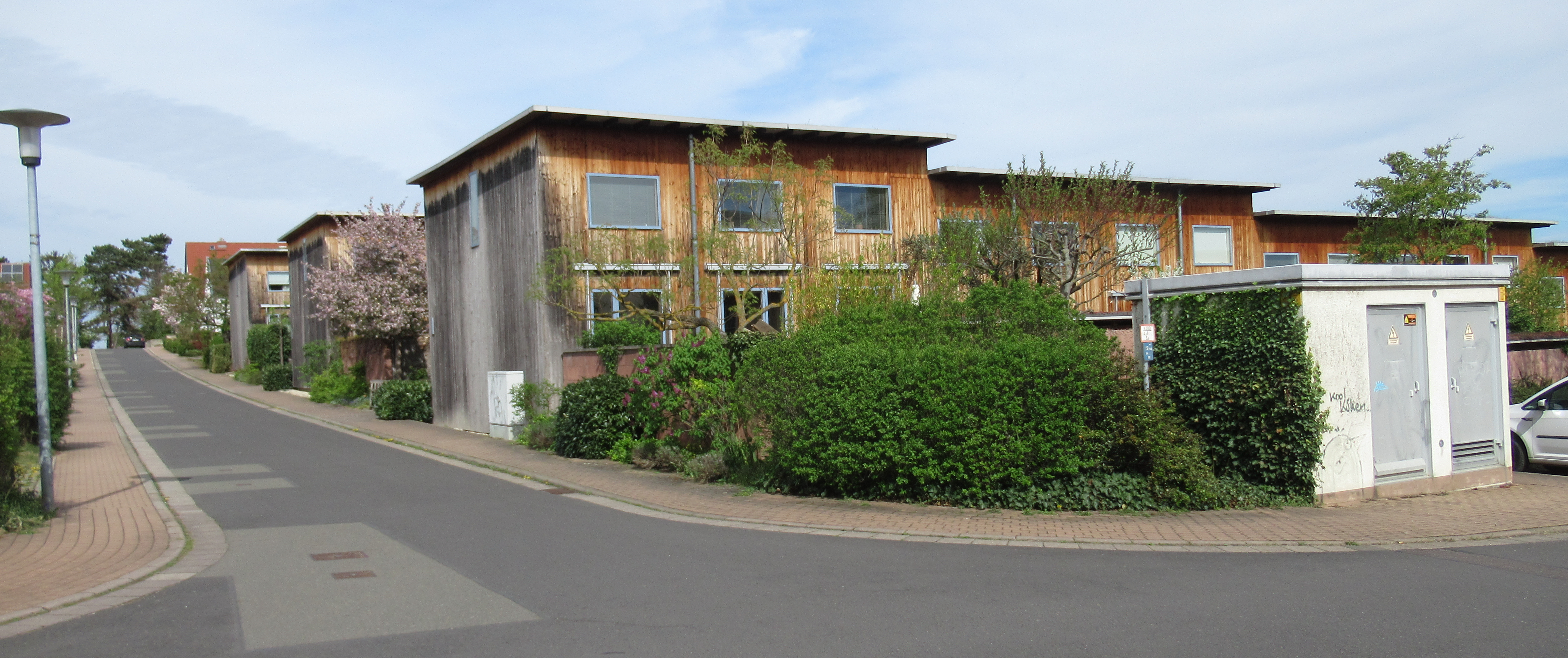
Gartenhofhäuser zwischen Lessingstraße und Ratstannenweg

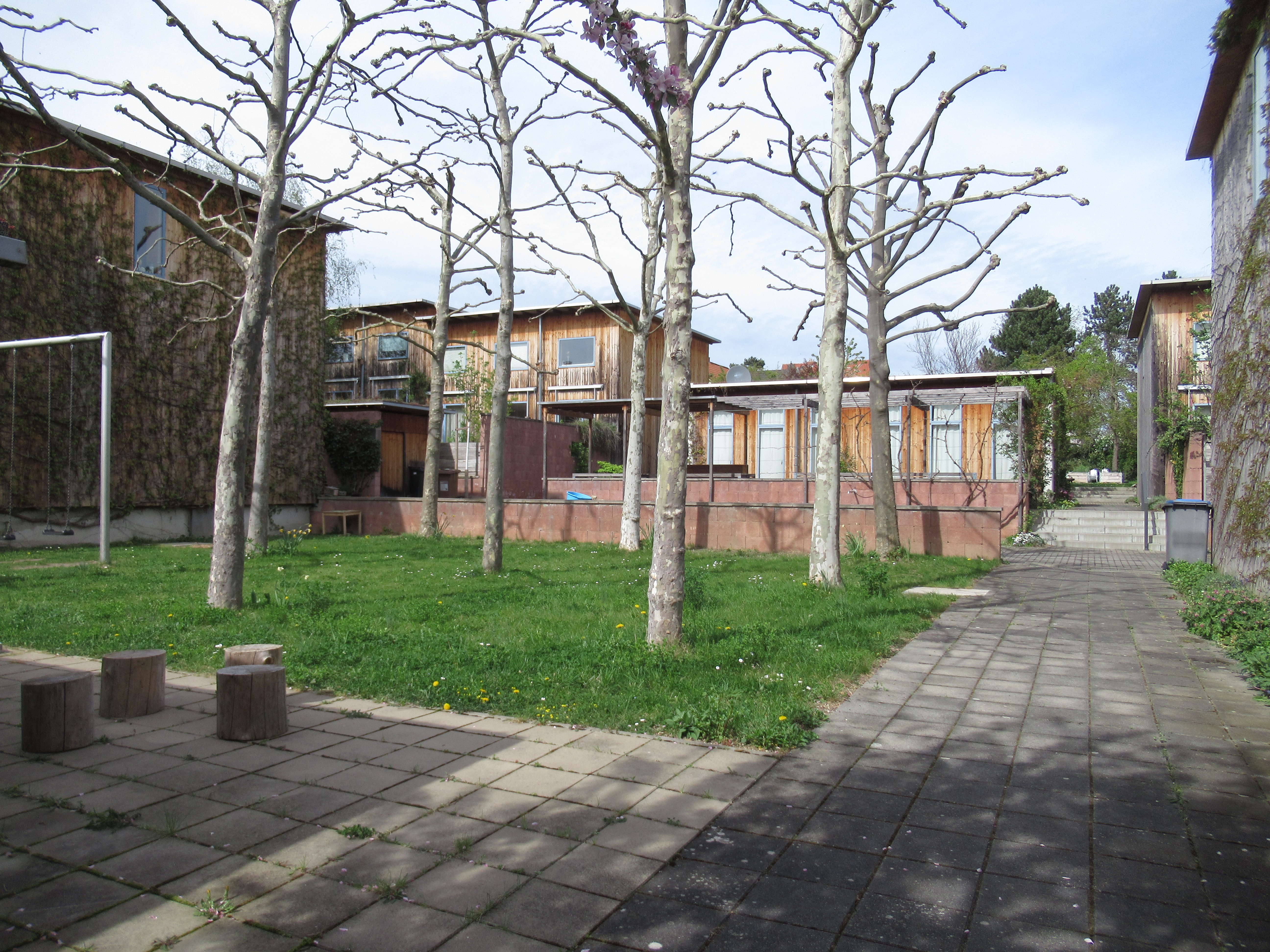
Innenhöfe

Sackpfeife ist der Name einer Siedlung in der Weimarer Südstadt.

## Geschichte
Unter der Leitung von Walter Stamm-Teske entstand in der Weimarer Südstadt 1998 die Siedlung Sackpfeife. Sie ist nach dem Musikinstrument Sackpfeife benannt. Der Grund war die Ähnlichkeit des Gesamtareals an der Lyonel-Feininger-Straße, benannt nach dem Bauhaus-Meister Lyonel Feininger, und ihren Seitenstraßen in der Gesamtform mit dem Instrument, das früher häufig in Thüringen gespielt wurde. Die Seitenstraßen sind sämtlich nach Künstlern des Bauhauses benannt.
Unter Stamm-Teske wurde in Arbeitsgemeinschaft mit Schettler & Wittenberg Architekten 1994 bis 1998 eine genossenschaftliche Wohnsiedlung mit Gartenhofhäusern zwischen der Lessingstraße und dem Ratstannenweg in Weimar errichtet: genannt Sackpfeife. Dieses ist auch eine Experimentalsiedlung, die 2000 mit dem Deutschen Bauherrenpreis ausgezeichnet wurde. In dem Bereich entstanden auch Eigenheime.
Auf dem am 2. Juni 1994 erstmals für die Bebauung freigegebenen Flurstück Über der großen Sackpfeife wurde die Henry-van-de Velde-Straße nach dem Maler, Designer und Architekten Henry van de Velde benannt. Sie ist eine Verlängerung der Merketalstraße, mit der die Verbindung zur Berkaer Straße hergestellt wurde. In diesem Bereich liegt das Sophien- und Hufeland-Klinikum Weimar. Der Haupteingang zum Klinikum geht über die Henry-van-de-Velde-Straße.